# Erik Zwezerijnen

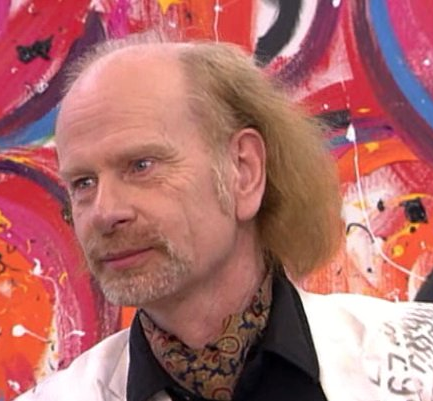
Kunstenaar Erik Zwezerijnen

Erik Gerardus Nicolaas Zwezerijnen (Jutphaas (Utrecht), 5 december 1958) is een Nederlands eerst restaurateur van piano's en sinds 1998 autodidact beeldend kunstenaar.
Na twintig jaar werkzaam te zijn geweest in de restauratie van piano's, koos Zwezerijnen op veertigjarige leeftijd voor de beeldende kunst: schilderijen, abstract en later ook meer figuratieve dierfiguren en stadsgezichten.
Zwezerijnens kleurrijke schilderijen waren en zijn onder meer te zien in Berlijn, Barcelona, New York, Buenos Aires, Cancún, Sarajevo, Trentino, Edinburgh, Abidjan, Londen, Amsterdam, Brussel, Miami, Parijs, Monaco, Aalborg, Chapel Hill (USA).
De schilderijen zijn ook te zien in zijn eigen galerie in het centrum van de stad Groningen.
- Winnaar Award International Art Competition[bron?][(sinds) wanneer?]
- Gallery Kirkland, Washington, USA 2006[bron?]